# V/Line VLocity
Die V/Line VLocity oder VLocity 160 sind 160 km/h schnelle Dieseltriebzüge für den Regionalverkehr im australischen Victoria. Sie werden seit 2003 in Dandenong für V/Line gefertigt, zuerst unter der Regie von Bombardier, danach von Alstom. 95 Dreiwagenzüge sind im Jahr 2022 in Betrieb, 21 weitere befinden sich in der Produktion. Sechs Züge sind normalspurig, die übrigen breitspurig (Spurweite 1600 mm).

## Geschichte
Um V/Line, das Franchise für den Regionalverkehr in Victoria, zu gewinnen, musste National Express 29 neue Dieseltriebzüge bestellen. Bombardier entwickelte darauf den VLocity auf Basis der Xplorer-Triebzüge aus New South Wales. Ein Jahr später wurde 2000 das Projekt Regional Fast Rail vorgestellt. Bis 2006 sollten die Regionalstrecken ausgebaut und weitere neue Züge beschafft werden. Daher wurden neun weitere Zweiwagenzüge bestellt. Der gesamte Auftrag von 38 Zweiteilern erreichte damit einen Kostenrahmen von 550 Millionen AUS-$. Die ersten VLocity gingen am 22. Dezember 2005 auf der Strecke von Melbourne nach Ballarat in Betrieb. Der Lieferauftrag wurde von 2006 bis 2008 in drei Schritten weiter auf acht Zweiteiler und 32 Dreiteiler erhöht. Ab 2015 wurden weitere 59 Dreiwagenzüge bestellt. Sechs Züge davon sind normalspurig und für die Nordoststrecke von Melbourne über Seymour nach Albury vorgesehen.

## Technik
Alle Triebzüge bestehen inzwischen aus drei Wagen mit je 25,25 Metern Länge. In jedem Wagen werden beide Achsen eines Drehgestells von einem 559 Kilowatt leistenden Cummins-Dieselmotor des Typs QSK-19R angetrieben. Sie beschleunigen die Züge mit 0,9 m/s² auf 160 km/h.
Die Wagenkästen bestehen aus rostfreiem Stahl und sind an den Seiten gesickt ausgeführt.
Drei VLocity-Dreiwagenzüge können in Mehrfachtraktion verkehren und sind untereinander mit Scharfenbergkupplungen verbunden.

## Ausstattung

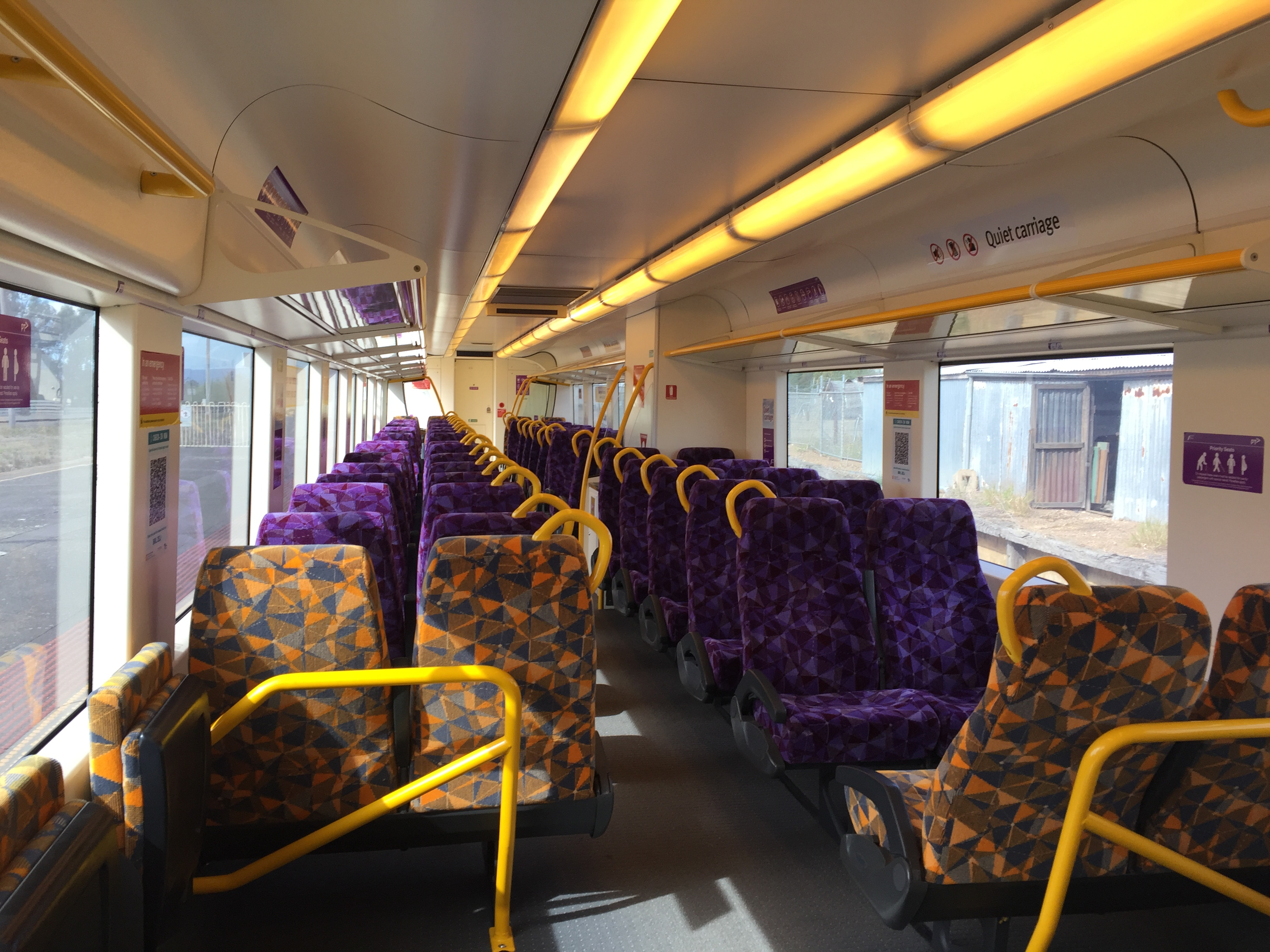
Innenraum eines modernisierten VLocity

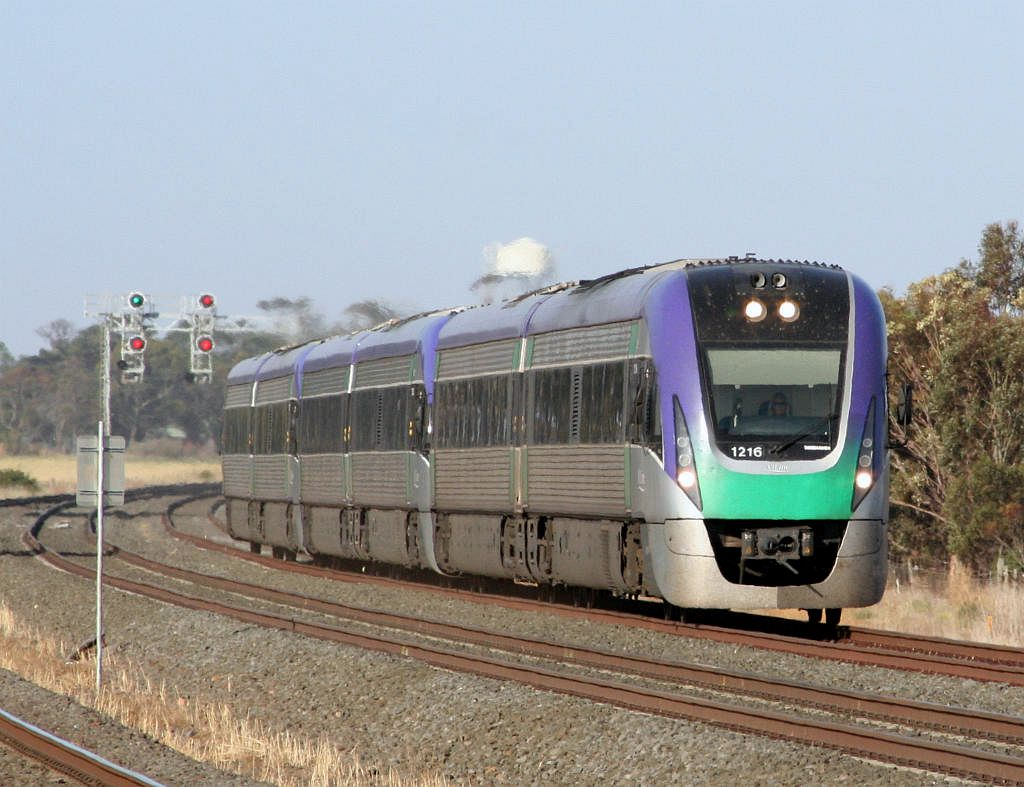
VLocity in ursprünglicher Farbgebung

Alle Züge sind durchgängig begehbar und besitzen einen Sitzteiler von 2+2. Jeder Wagen besitzt zwei einflüglige Türen pro Seite.
Der Großteil der VLocity-Züge verfügt mit je sechs Rollstuhlplätzen oder Klappsitzen über 222 Sitzplätze. Bei vier Zügen wurde auf Fahrradstellplätze und Platz für Surfbretter verzichtet, um vierzehn weitere Sitze einbauen zu können. Die sechs normalspurigen VLocity besitzen einen Barwagen, 164 Sitzplätze und mehr Ausstattung für Passagiere wie USB-Ladebuchsen.
Die ersten Vlocity wurden mit einer lila-grünen Farbgebung an der Front ausgeliefert. Ab 2008 wurden gelbe Elemente hinzugefügt, um die Züge an Bahnübergängen auffälliger zu gestalten. Seit 2014 wird das neue lila-gelbe Design von Public Transport Victoria angebracht. Die Seitenwände wurden nicht lackiert.

## Einsatz
Die Züge sind im Depot am Bahnhof Melbourne Southern Cross beheimatet und werden von Alstom in den Werken West Melbourne, South Dynon und Ballarat East gewartet. Die Triebzüge decken fast den gesamten Regionalverkehr von V/Line um Melbourne ab. So werden sie auf der North East Line nach Seymour, Shepparton und normalspurig nach Albury eingesetzt. Auf anderen Strecken kommen sie von Melbourne nach Traralgon und weiter nach Bairnsdale, Bendigo und weiter nach Eaglehawk oder Echuca, Waurn Ponds sowie nach Ballarat und weiter nach Ararat oder Maryborough.
Seit dem 30. Mai 2022 verkehren in der Hauptverkehrszeit Neunwagenzüge zwischen Melbourne und Wyndham Vale auf der Geelong Line.